# کلیر کیلان
کلیر کیلان (انگلیسی: Claire Keelan؛ زادهٔ ۸ مهٔ ۱۹۷۵) بازیگر اهل بریتانیا است.
از فیلم‌ها یا برنامه‌های تلویزیونی که وی در آن نقش داشته‌است، می‌توان به دربه‌درها، پوآرو، آینه سیاه، سفر به اسپانیا، پدینگتون ۲ و بازخواهم گشت اشاره کرد.